# Consejo Mexicano de Investigación Educativa, A. C.,
El Consejo Mexicano de Investigación Educativa, A. C. (COMIE) es una asociación civil, establecida el 20 de septiembre de 1993. COMIE forma parte de la Asociación Mundial de Investigación Educativa.
El COMIE reúne a investigadoras e investigadores educativos con adscripciones en diferentes instituciones educativas de México. Está conformado por tres órganos colegiados, la Asamblea General, compuesta por asociadas y asociados vigentes; el Comité Directivo y el Comité Consultivo.

## Objetivo
El COMIE tiene como principal objetivo promover la investigación educativa dentro de estándares científicos de calidad,a través de dos tipos de acciones:
- formar, mejorar y actualizar a los investigadores que conforman al consejo para que tengan las herramientas que permitan innovar y utilizar diversos recursos, tratando temas educativos de interés nacional, con la colaboración de organismos nacionales e internacionales, fomentando redes y grupos de trabajo de diferentes entidades federativas, y
- generar investigación y difundir sus resultados a través de los principales productos y actividades del Consejo como la Revista Mexicana de Investigación Educativa, los Congresos Nacionales de Investigación Educativa, los Estados del conocimiento, la publicación de libros y la organización de foros y otro tipo de reuniones académicas.[4]

## Revista Mexicana de Investigación Educativa
La RMIE es una publicación científica trimestral que publica resultados de investigación dentro del área de educación desde diferentes perspectivas teóricas, metodológicas, técnicas y empíricas con un alcance nacional e internacional. Su objetivo principal es ser un espacio de comunicación y diálogo entre investigadores, estudiantes de grado y posgrado, así como de profesionales del área educativa. La RMIE ha publicado más de cien números. El sitio de la RMIE es https://www.rmie.mx/ .

## Congresos Nacionales de Investigación Educativa
Desde su creación el COMIE ha organizado de forma bianual los Congresos Nacionales de Investigación Educativa (CNIE). El CNIE es uno de los eventos académicos del área de la investigación educativa de mayor relevancia en México. En el CNIE participan investigadores, académicos, tomadores de decisiones de los tres niveles de gobierno, estudiantes y público interesado en la Investigación Educativa. El antecedente de los CNIE es el primer Congreso Nacional de Investigación Educativa celebrado del 27 al 30 de noviembre de 1981 en la Ciudad de México, con sede en la Unidad de Congresos del Centro Médico Nacional.El I CNIE se organizó 12 años antes de la fundación del COMIE y sirvió de inspiración para las tareas principales del Consejo. 
- II CNIE, 1993, Guanajuato, Toluca, Pátzcuaro, Xalapa, Guadalajara y Ciudad de México
- III CNIE, 1995, Ciudad de México
- IV CNIE, 1997, Mérida, Yucatán
- V CNIE , 1999, Aguascalientes, Aguascalientes
- VI CNIE, 2001, Manzanillo, Colima
- VII CNIE, 2003, Guadalajara, Jalisco
- VIII CNIE, 2005, Hermosillo, Sonora
- IX CNIE, 2007, Mérida,Yucatán
- X CNIE, 2009, Boca del Río, Veracruz
- XI CNIE, 2011, Ciudad de México
- XII CNIE, 2013, Guanajuato, Guanajuato
- XIII CNIE, 2015, Chihuahua, Chihuahua
- XIV CNIE, 2017, San Luis Potosí, San Luis Potosí
- XV CNIE, 2019, Acapulco, Guerrero
- XVI CNIE, 2021 Puebla, Puebla (virtual)
- XVII CNIE, 2023, Villahermosa[8]

## Estados del conocimiento del COMIE
Los Estados del conocimiento, también referidos como Estados de conocimiento, representan junto con la RMIE y los CNIE uno de los pilares del COMIE. Los Estados del conocimiento dan cuenta de las tensiones educativas e investigativas en un periodo de 10 años, así como los temas superados y los asuntos pendientes. Los Estados del Conocimiento se organizan en trabajos por áreas temáticas y a lo largo de la existencia del COMIE se han realizado cuatro estudios, a saber:
- ESTADOS DEL CONOCIMIENTO 2012-2021
- ESTADOS DEL CONOCIMIENTO 2002-2011
- LA INVESTIGACIÓN EDUCATIVA EN MÉXICO, 1992-2002
- LA INVESTIGACIÓN EDUCATIVA EN LOS OCHENTA. PERSPECTIVAS PARA LOS NOVENTA[9]

## Áreas Temáticas del COMIE
El COMIE se organiza por áreas temáticas, que han ido evolucionado a lo largo de su historia. En los Estados de Conocimiento del decenio 2012-2021 y en los CNIE de 2019 a la fecha son 18 las áreas que se procuran. El listado de las áreas se incluye a continuación: 
1. Filosofía, teoría y campo de la educación
2. Historia e historiografía de la educación
3. Investigación de la investigación educativa
4. Procesos de aprendizaje y educación
5. Currículo
6. Educación en campos disciplinares
7. Prácticas educativas en espacios escolares
8. Procesos de formación
9. Sujetos de la educación
10. Política y gestión de la educación
11. Educación superior y ciencia, tecnología e innovación
12. Evaluación educativa
13. Educación, desigualdad social e inclusión, trabajo y empleo
14. Educación y valores
15. Convivencia, disciplina y violencia en las escuelas
16. Multiculturalismo, interculturalidad y educación
17. Educación ambiental para la sustentabilidad
18. Tecnologías de la Información y la Comunicación (TIC) en educación[10]